# Zedtwitz (Feilitzsch)
Zedtwitz ist ein Gemeindeteil der Gemeinde Feilitzsch im Landkreis Hof (Oberfranken, Bayern). Die Gemarkung Zedtwitz hat eine Fläche von 12,014 km². Sie ist in 1289 Flurstücke aufgeteilt, die eine durchschnittliche Fläche von 9320,39 m² haben. In ihr liegen neben dem namensgebenden Ort die Gemeindeteile Forst, Schafhübel und Schollenreuth.

## Geologie
Zedtwitz befindet sich in einer Mittelgebirgslandschaft zwischen dem auslaufenden Thüringer Schiefergebirge, dem Mittelvogtländischen Kuppenland, dem Frankenwald und dem Fichtelgebirge. An dieser Nahtstelle ist auch die Sprachgrenze des thüringischen und sächsischen Vogtlandes zum bayerischen Vogtland.

## Geografie
Das Kirchdorf bildet mit Schafhübel im Osten eine geschlossene Siedlung. Diese liegt auf freier Flur am Rohrbach, einem rechten Zufluss der Nördlichen Regnitz. Die Bundesstraße 2 führt ur Anschlussstelle 3 der Bundesautobahn 72 (1,5 km nördlich) bzw. nach Hof (4,3 km südlich). Die Kreisstraße HO 14 führt nach Feilitzsch (2,3 km östlich) bzw. die A 72 unterquerend zur B 2 (1,5 km östlich). Eine Gemeindeverbindungsstraße führt die A 72 unterquerend nach Isaar zur Kreisstraße HO 2 (3,7 km nordwestlich). Ein Anliegerweg führt die B 2 überbrückend nach Forst (0,8 km westlich).

## Geschichte

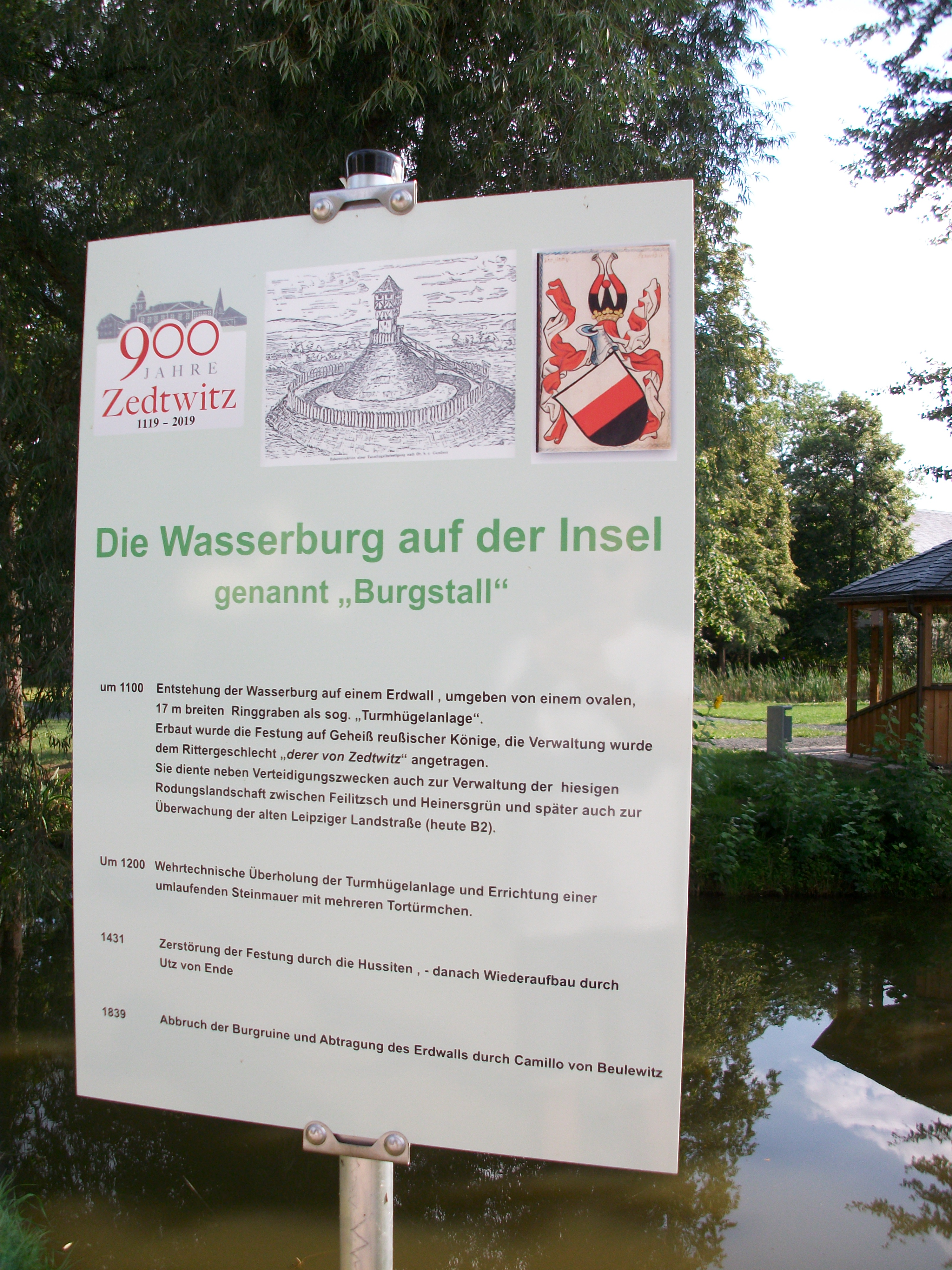
Wasserburg Zedtwitz, Infotafel

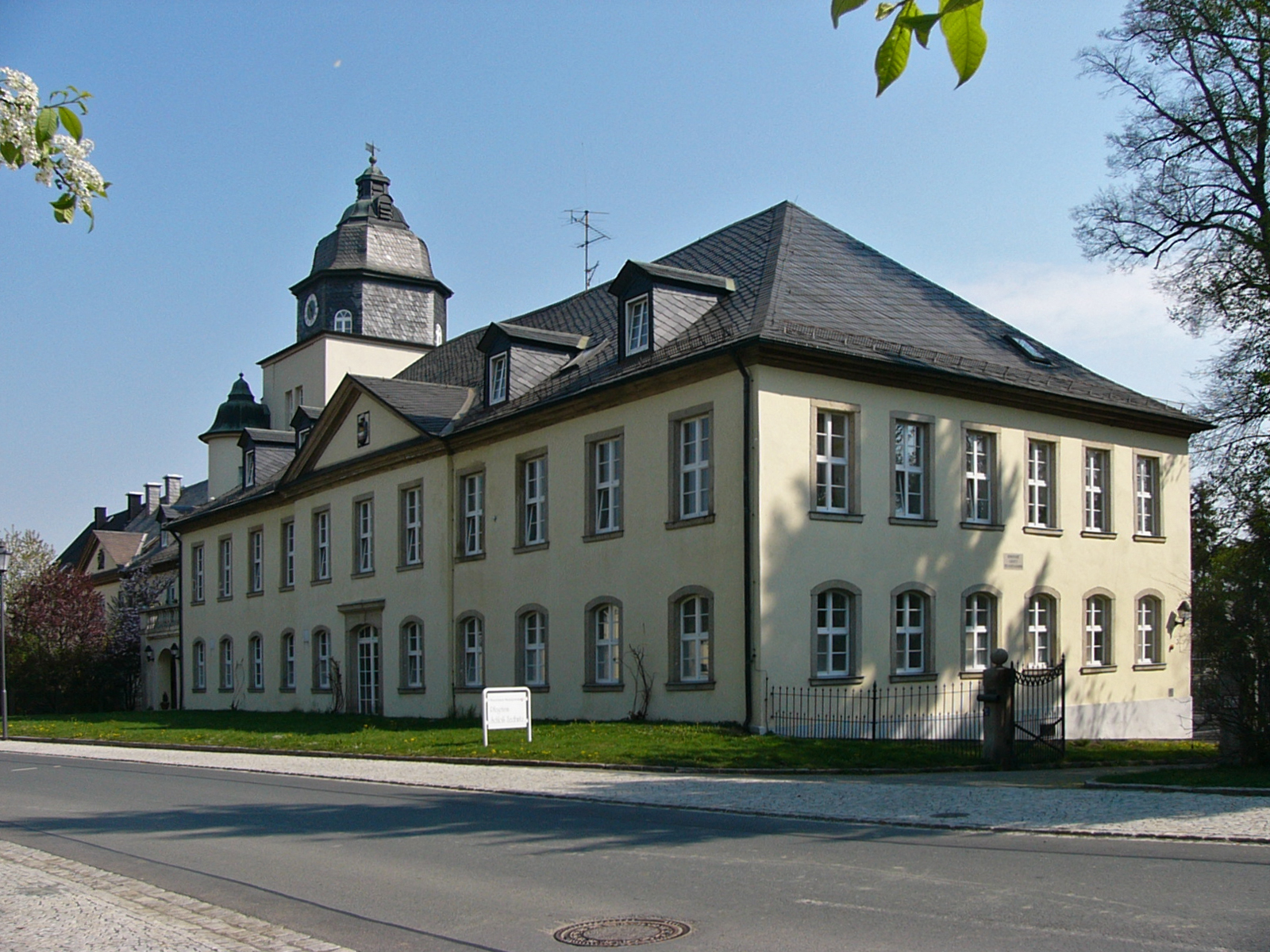
Schloss Zedtwitz

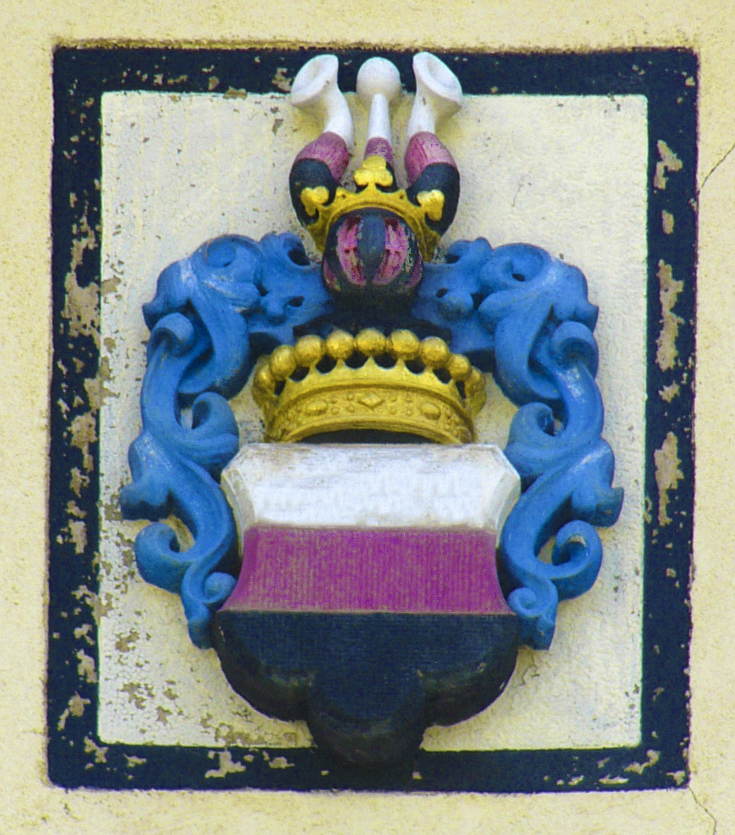
Wappen derer von Feilitzsch am Schloss Zedtwitz

Der Ort Zedtwitz ist der Stammsitz der Familie von Zedtwitz. Mit Ritter Georg von Zedtwitz wurden die Zedtwitzer erstmals 1235 urkundlich erwähnt. Vom 13. bis 16. Jahrhundert saßen die Zedtwitzer auf der Herrschaft Zedtwitz im Ritterkanton Gebürg. Diese umfasste das wehrhafte Wasserschloss Zedtwitz, heute ein Burgstall, dem als Vorwerke Münchenreuth mit 16 Gütern (1502) und Rittersitze in Isaar (1412) und Töpen vorgelagert waren. 1502 ging das Schloss in Zedtwitz von den Zedtwitz auf das benachbarte und stammesverwandte Adelsgeschlecht von Feilitzsch über, dem als weiterer adeliger Besitzer die Familie von Ende (1577 bis 1638) folgte. Anschließend gehörte es dem markgräflichen Obrist Peter Reuschel und dem geheimen Rat Erdmann von Stein (1717). Dieser ließ die Wirtschaftsgebäude und den weitläufigen barocken Schlossbau parallel zur alten Handelsstraße von Hof nach Schleiz errichten. Über die Töchter des Freiherrn von Stein gelangten das Schloss und das Gut an die Herren von Plotho. Erich Christoph von Plotho, Minister unter dem preußischen König Friedrich dem Großen, starb auf den Gütern seiner Frau in Zedtwitz. Gegenüber dem heute als Wohn- und Pflegeheim genutzten Schloss befindet sich in Ortsmitte der Burgstall der Wasserburg Zedtwitz, deren Reste im Jahr 1839 beseitigt wurden. Der Gutsbesitz Zedtwitz ging 1852 in bürgerliche Hände über.
Gegen Ende des 18. Jahrhunderts bestand Zedtwitz aus einem Schloss und 39 Anwesen. Mit dem Fürstentum Bayreuth fiel Zedtwitz im Jahr 1792 an das Königreich Preußen. Von 1797 bis 1810 unterstand Zedtwitz dem preußischen Justiz- und Kammeramt Hof. Nachdem im Jahr 1810 das Königreich Bayern das Fürstentum Bayreuth käuflich erworben hatte, wurde der Ort bayerisch. Infolge des Ersten Gemeindeedikts wurde Zedtwitz dem 1812 gebildeten Steuerdistrikt Isaar zugewiesen. Zugleich entstand die Ruralgemeinde Zedtwitz mit den Orten Forst, Schafhübel und Schollenreuth. Sie war in Verwaltung und Gerichtsbarkeit dem Landgericht Hof zugeordnet und in der Finanzverwaltung dem Rentamt Hof (1919 in Finanzamt Hof umbenannt). Ab 1862 gehörte Zedtwitz zum Bezirksamt Hof (1939 in Landkreis Hof umbenannt). Die Gerichtsbarkeit blieb beim Landgericht Hof (1879 in Amtsgericht Hof umgewandelt). 1964 hatte die Gemeinde eine Gebietsfläche von 11,998 km². Im Zuge der Gebietsreform in Bayern wurde die Gemeinde Zedtwitz am 1. Mai 1978 nach Feilitzsch eingemeindet. Bereits ein Jahr zuvor wurde die Schule des Orts geschlossen.

### Bau- und Bodendenkmäler
- Hofer Straße 7, 9: Schloss mit Gutshof[11]
- Burgstall Zedtwitz[11]

ehemaliges Baudenkmal
- Haus Nr. 2: Gasthof. Zweigeschossiger verputzter Massivbau der ersten Hälfte des 18. Jahrhunderts. Drei zu fünf Achsen, Krüppelwalmdach.[12]

### Einwohnerentwicklung
Gemeinde Zedtwitz
| Jahr      | 1819  | 1840   | 1852   | 1855   | 1861   | 1867   | 1871   | 1875   | 1880   | 1885   | 1890   | 1895   | 1900   | 1905   | 1910   | 1919   | 1925   | 1933   | 1939   | 1946   | 1950   | 1952   | 1961  | 1970   |
| Einwohner | 500   | 507    | 538    | 574    | 580    | 598    | 578    | 619    | 609    | 590    | 597    | 596    | 592    | 619    | 637    | 576    | 599    | 578    | 588    | 749    | 747    | 701    | 645   | 636    |
| Häuser    |       |        |        |        |        |        | 71     |        |        | 70     | 74     |        | 71     |        |        |        | 75     |        |        |        | 82     |        | 96    |        |
| Quelle    | [ 7 ] | [ 14 ] | [ 14 ] | [ 14 ] | [ 15 ] | [ 16 ] | [ 17 ] | [ 18 ] | [ 19 ] | [ 20 ] | [ 21 ] | [ 14 ] | [ 22 ] | [ 14 ] | [ 23 ] | [ 14 ] | [ 24 ] | [ 14 ] | [ 14 ] | [ 14 ] | [ 25 ] | [ 14 ] | [ 8 ] | [ 26 ] |

Ort Zedtwitz
| Jahr      | 1819  | 1861   | 1871   | 1885   | 1900   | 1925   | 1950   | 1961  | 1970   | 1987   | 2005 |
| Einwohner | 449   | 403    | 408    | 416    | 443    | 443    | 498    | 482   | 501    | *575   | †881 |
| Häuser    |       |        |        | 51     | 42     | 49     | 58     | 66    |        | *149   |      |
| Quelle    | [ 7 ] | [ 15 ] | [ 17 ] | [ 20 ] | [ 22 ] | [ 24 ] | [ 25 ] | [ 8 ] | [ 26 ] | [ 27 ] |      |

## Religion
Zedtwitz ist seit der Reformation evangelisch-lutherisch geprägt und bis heute nach St. Michaelis (Hof) gepfarrt. Bis zur Einführung der Reformation im Jahr 1529 gab es in Zedtwitz eine Kapelle, deren Standort heute nicht mehr lokalisierbar ist. Am 20. Juli 1958 wurde die Friedenskirche eingeweiht. Sie wurde im Schlosspark neben dem Schloss Zedtwitz erbaut. 